# Détroit de Wetar
Le détroit de Wetar est situé en mer de Banda. Il  sépare la partie orientale de l'île de Timor de l'île de Wetar, formant une frontière entre l'Indonésie au nord et Timor oriental au sud. A l'ouest du détroit se trouve l'île d'Atauro et au-delà, le détroit d'Ombai. A l'est, on trouve la partie méridionale de la mer de Banda. Le détroit fait 36 km de largeur en son point le plus étroit.